# André Meyer
André Benoît Mathieu Meyer (París, 3 de septiembre de 1898-Lausana, 9 de septiembre de 1979) fue un banquero de inversión de Wall Street nacido en Francia.
Nació en París en el seno de una familia de escasos recursos. De niño empezó a seguir con interés los mercados financieros, y cuando por necesidades económicas en 1914 se vio obligado a dejar el colegio, buscó trabajo como mensajero en la bolsa de París. Siendo muy ambicioso se dedicó a estudiar sobre los avatares del mercado de valores y gracias a las oportunidades de trabajo creadas por la falta de hombres jóvenes, quienes estaban en el frente de batalla de la Primera Guerra Mundial, logró conseguir trabajo en Baur & Fils, un pequeño banco en París. Su desempeño en el banco le valió una oferta en 1925 del prestigioso banco Lazard Frères en donde en pocos años llegó a ser socio de la firma.
A los 32 años de edad fue nombrado miembro del directorio de la prácticamente quebrada empresa automovilística Citroën. Meyer se hizo cargo de la supervisión de los gastos, redujo los costos operativos y ejecutó un plan de reestructuración financiera que salvaron a la compañía de ser liquidada. Por sus servicios a la economía de Francia, el gobierno le otorgó la Legión de Honor.
Casado y con dos niños, Meyer se vio obligado a abandonar Francia junto con su familia para así escapar de la ocupación nazi. En Nueva York trabajó en las oficinas de Lazard Frères bajo el "Chairman" Pierre David-Weill. Al triunfar los aliados regresó a Francia dejando en Nueva York a Meyer como jefe de operaciones en Estados Unidos, cargo que este ocuparía hasta el final de sus días.
André Meyer, quien fue llamado por David Rockefeller "El genio financiero más creativo en el mundo de la banca de inversión", se convirtió en una de las personas más importantes en el mundo de los negocios en Estados Unidos, con una influencia que se extendía alrededor del mundo. 
Conocido como "El Picasso de la banca", sus innovaciones en técnicas de financiamiento durante la postguerra fueron clave en crear la infraestructura financiera que ayudaron a convertir a los Estados Unidos en la potencia económica dominante en el mundo. Durante los años 1960, Meyer fue responsable por hacer de Lazard Frères el banco de inversión líder en Estados Unidos en la prestigiosa área de fusinones y adquisiciones (en inglés: "mergers & acquisitions").
A pesar de evitar ser públicamente tímido, y como buen clásico banquero, evitar cualquier publicidad, Andre Meyer fue consejero de la familia Kennedy y amigo perenne de Jacqueline Kennedy Onassis. Fue amigo y consejero privado de muchas otras personalidades de alto perfil como William Paley de la CBS y Katherine Graham del Washington Post. Adicionalmente Meyer, fue un muy allegado confidente del presidente Lyndon B. Johnson, a quien durante su presidencia visitaba con frecuencia en la Casa Blanca.
Meyer fue un ávido colecionista de arte. Su gusto ecléctico le llevó a componer una colección que incluía pinturas de Claude Monet, Marc Chagall y Pablo Picasso entre otros, así como diversas esculturas, muebles estilo Luis XIV y partituras originales de famosos compositores. en 1961, donó gran número de piezas de su colección al Museo de Arte Moderno de Nueva York (conocido como MOMA. A su muerte el MOMA adquirió toda su colección de arte europeo del siglo XIX.
André Meyer tenía una casa para vacacionar en Crans-sur-Sierre, Valais, Suiza y fue mientras estaba allí en el verano de 1979 cuando cayó seriamente enfermo. Murió de complicaciones circulatorias en el Hospital Nestlé en Lausanne. Se encuentra enterrado cerca de su más cercano amigo y socio en los negocios Pierre David-Weill en la sección Judía del Cementerio Montparnasse en Montparnasse, París, Francia.
En 1983, el escritor Cary Reich escribió la biografía "Financier: The Biography of André Meyer: A Story of Money, Power, and the Reshaping of American Business".
- Datos: Q372777